# Флора Виста (Њу Мексико)
Флора Виста (енгл. Flora Vista) насељено је место без административног статуса у америчкој савезној држави Њу Мексико.

## Демографија
По попису из 2010. године број становника је 2.191, што је 808 (58,4%) становника више него 2000. године.
| Група             | 2000.         | 2010.         |
| Белци             | 1.077 (77,9%) | 1.640 (74,9%) |
| Афроамериканци    | 4 (0,3%)      | 2 (0,1%)      |
| Азијати           | 2 (0,1%)      | 10 (0,5%)     |
| Хиспаноамериканци | 246 (17,8%)   | 448 (20,4%)   |
| Укупно            | 1.383         | 2.191         |